# ナパージュ

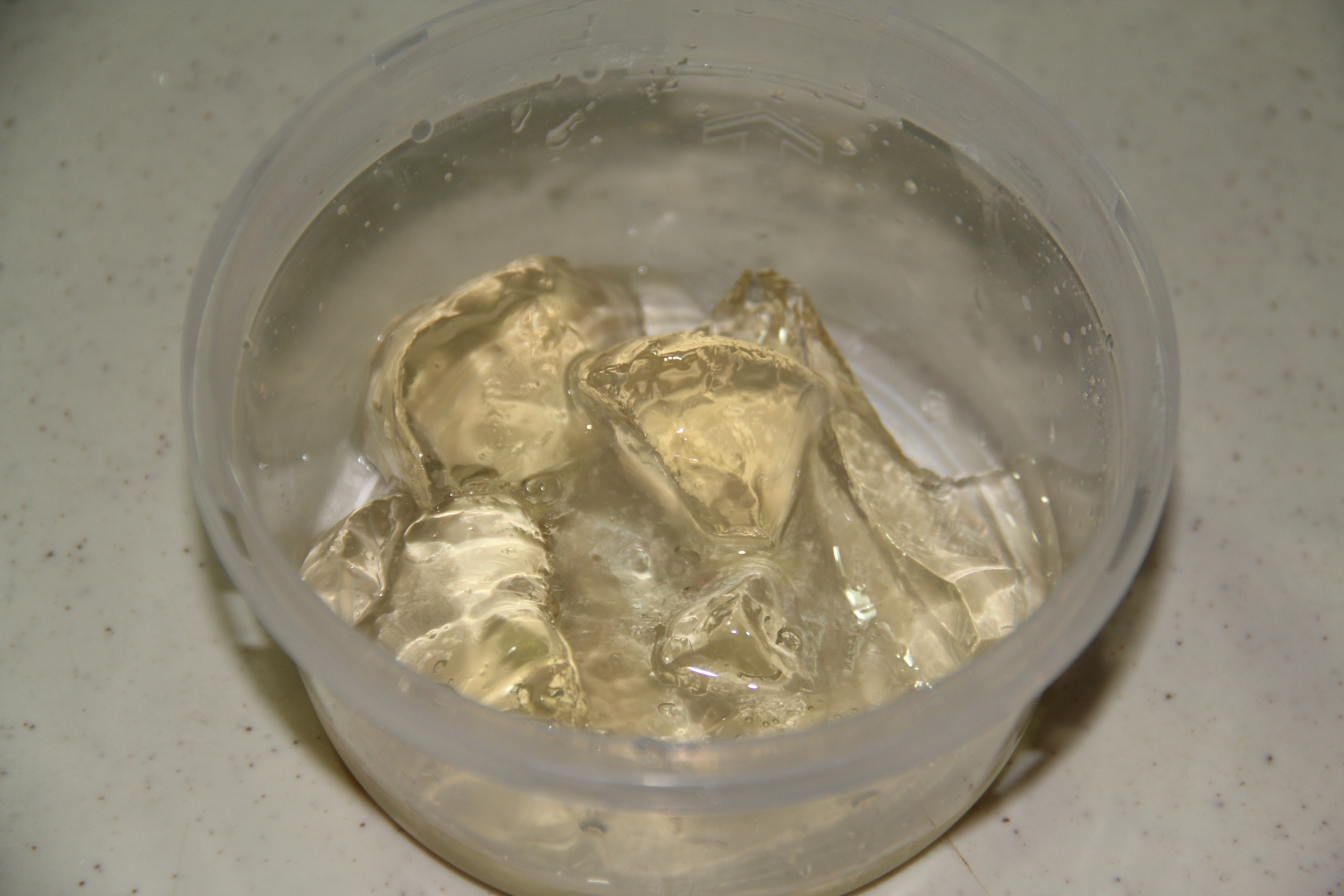
ボウルに入ったナパージュ

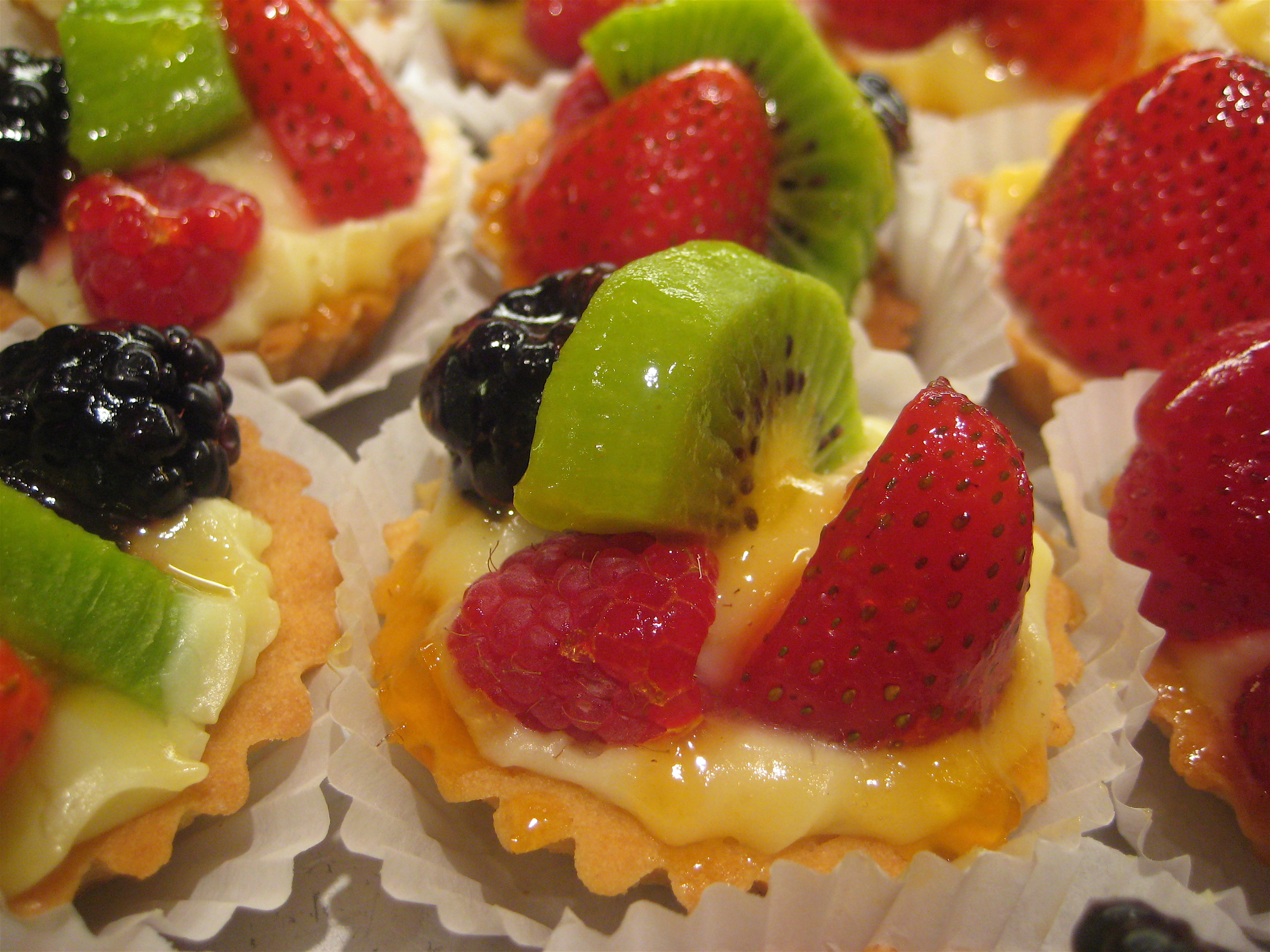
ナパージュをかけたフルーツタルト

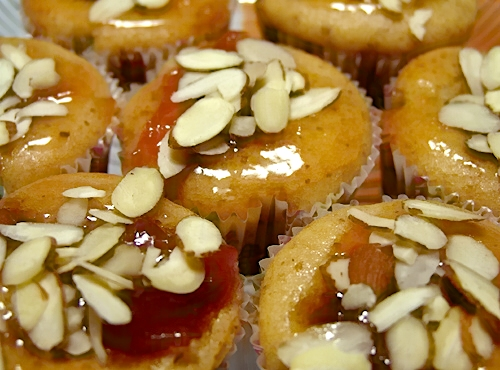
ナパージュとアーモンドをトッピングしたカップケーキ

ナパージュ(Nappage)またはジャムグレイズ(jam glaze)、ペクチングレイズ(pectin glaze)、アプリコットグレイズ(apricot glaze)は、ペイストリーを作る際のグレイズの技術である。フルーツタルトやその他の焼き菓子において、果物を覆うことで、輝く見た目を与え、また乾燥や酸化（褐変）から保護する。
つや出しに貢献している成分は、果物に含まれるゲル化剤であるペクチンである。伝統的に、ナパージュは、アプリコットジャムを水で希釈し、透明でわずかにアプリコット色の液体とする。赤色の果物の発色をよくするために、代わりにフサスグリのゼリーが用いられることもある。純粋なペクチンを水とクエン酸（またはレモン果汁）に混ぜ、45℃まで加熱してゲル化させることで、アプリコット風味のないナパージュのベースを作ることもできる。ペクチンNH（低メトキシ基ペクチン）は、その熱可逆性のため、よく用いられる。この性質は、ナパージュを工場で大量生産するのに便利である。

## 利用
ナパージュは、完成したペイストリーの表面をペストリーブラシを用いて軽く叩きながら、全体を均一に覆う。冷たい果物に冷やしたものを塗布することもあるが、温かい料理に塗布してから冷やしてゲル状にすることもある。

## 語源
Nappageは、フランス語で「コーティング」や「トッピング」を意味し、「ソースで何かを覆う」という意味のnapperという言葉に由来する。